# Charles Van Hoorebeke
Charles Joseph Van Hoorebeke (24 september 1790 – 25 juli 1821) was een Gentse apotheker, botanicus en directeur van de Gentse Plantentuin. Hij was de zoon van kruidenier Judocus Van Hoorebeke en Petronella van Brabant. Hij huwde Maria Massinon uit Charleroi, met wie hij vier kinderen kreeg.

## Loopbaan
Van Hoorebeke volgde een opleiding geneeskunde en interesseerde zich vooral in kruidkunde, waarvoor hij lessen volgde in het Baudelohof. Hij werd op jonge leeftijd meester-apotheker en had zijn eigen apotheek. Voorheen werkte hij in een militair hospitaal. Hij verrichtte ook natuurhistorisch onderzoek en had verzamelingen van gesteenten en opgezette dieren. Later studeerde hij landbouwkunde en sloot zich aan bij verschillende verenigingen, waaronder de Koninklijke Maatschappij van Schone Kunsten en Letteren, de Provinciale Commissie van Geneeskundig Onderzoek, de Provinciale Commissie van Landbouw en het Koninklijk Nederlands Instituut van Kunsten en Wetenschappen. Met zijn participatie aan de wedstrijden van de Luikse Maatschappij won hij ook tweemaal een medaille, in 1819 en 1821. Hij kreeg ook de titel 'Ridder van de Koninklijke Orde van de Nederlandse Leeuw.'
Van Hoorebeke was conservator van de natuurhistorische collectie van de Gentse Universiteit, waar hij zelf ook handgeschreven herbaria aanlegde en indiende bij wedstrijden uitgeschreven door de Société d'Agriculture et de Botanique. De herbaria werden anoniem ingediend en moesten wilde planten bevatten uit respectievelijk het arrondissement Gent, Oudenaarde, Dendermonde en Eeklo. Hij werd hierdoor viermaal laureaat, in 1814, 1815, 1817 en 1819. De Société is nog altijd actief in Gent onder de naam Koninklijke Maatschappij voor Landbouw en Plantkunde en organiseert onder andere de vierjaarlijkse Gentse Floraliën.
Rond 1818 tot zijn overlijden was Van Hoorebeke een van de zestien bedienden van de Gentse Universiteit. Deze bedienden stonden de hoogleraren bij die aan 190 studenten lesgaven. Daarnaast was hij ook conservator van het fysisch en mineralogisch kabinet. Als botanicus heeft hij ook een plant naar zichzelf vernoemd, namelijk Hoorebekia chiloensis.
In een naamlijst van Gentenaren uit 1829 wordt hij ook beschreven als artsenij-, kruid-, natuur- en scheikundige. Een oudere bron vermeldt hem als een van de directeurs en hoofdtuinier van de Plantentuin en apotheker in Oudburg, Gent.

## Publicaties en kritiek
Van Van Hoorebeke is een publicatie bekend, genaamd Mémoire sur les orobanches, (en thiois) honger, smeêr-kruyd, brem-raep, priemen, pour servir d'instruction à la culture du trèfle dans les communes où l'orobanche niet à sa culture, uit 1818. Daarnaast heeft hij ook zeven manuscripten en een herbarium nagelaten. Het herbarium dateert van circa 1815 en wordt bewaard in de Gentse Plantentuin. De beschermheren van Van Hoorebeke waren Jean-Henri Mussche en Karel Van Hulthem.
Na zijn dood op bijna 31-jarige leeftijd verdween zijn roem snel. Hij kreeg kritiek op zijn werk van onder andere Alexandre Lejeune en Barthélémy Du Mortier, die de vindplaatsen van zijn planten betwistten. Jean Kickx jr. volgde hen hierin door te beweren dat hij exotische planten toeschreef aan Vlaamse plaatsen. François Crépin beschreef de herbariumetiketten van Van Hoorebeke als slordig. Algemeen werd hij ook beschreven als een middelmatig botanicus door zijn gebrek aan onderscheiding tussen bijvoorbeeld inheemse soorten, verwilderde collectiesoorten, cultuurplanten en adventieven. Dit kan toegeschreven worden aan de tijdsdruk van de wedstrijden en zijn samenwerking met plantenverzamelaars.
- Author citation (botany): Van Hooreb.
- International Standard Name Identifier: 0000 0003 9380 5635
- Nederlandse Thesaurus van Auteursnamen: 073821640
- Virtual International Authority File: 288178654
- WorldCat: E39PBJxCyG8B48cWj6CH4JvT73